# Таксим (стадіон)
Стадіон «Таксим» (тур. Taksim Stadyumu) — перший футбольний стадіон у Стамбулі. Був домашньою ареною для трьох головних футбольних клубів Стамбула: «Галатасарая», «Фенербахче» і «Бешикташа». Мав місткість приблизно 8000 глядачів.

## Історія
Стадіон був побудований в 1921 році в середмісті Стамбула, поблизу площі Таксим. 26 жовтня 1923 року на цьому стадіоні відбулася перша гра збірної Туреччини — проти Румунії (рахунок — 2:2).
Був демонтований у 1940 році через реконструкцію кварталу Таксим. На місці стадіону був закладений міський парк — Таксим-Гезі.